# نبيل الشاذلي
نبيل الشاذلي (1948 -) هو ممثل ومخرج مصري.

## مسيرته
بدأ مسيرته الفنية في ستينيات القرن العشرين وأدى أدوارا ثانوية في السينما والتلفزيون.
ومن الأفلام التي اشترك بها (الغجرية، القاهرة 30، بصمات فوق الماء، دماء بعد منتصف الليل)، ومن مسلسلاته (على هامش السيرة، ليالي الحلمية، رياح الشرق).

## أعماله

### تمثيل
رياح الشرق
1998 - مسلسل
رجل البلاط
الأبطال ج2
1997 - مسلسل
ألبير
الأبطال ج1
1996 - مسلسل
دماء بعد منتصف الليل
1995 - فيلم
مرسى غانم
صور ملونة
1994 - مسلسل
ينبوع الغضب
1994 - مسلسل
هواري
ألف ليلة وليلة: حمال الأسية
1990 - مسلسل
انا وحماتي والزمن
1990 - فيلم
صف عساكر
1990 - فيلم
زهرة من بستان
1989 - مسلسل
ليالي الحلمية ج2
1989 - مسلسل
واحة في أحضان الجبل
1989 - مسلسل
اللقاء الثاني
1988 - مسلسل
حياتي
1988 - برنامج
خطة الشيطان
1988 - فيلم
عزام عز العرب/نعيم القرواني
ساعات الفزع
1988 - فيلم
رأفت
عاد لينتقم
1988 - فيلم
عادل
سجن أملكه
1987 - مسلسل
صائمون والله أعلم
1987 - مسلسل
فارس عصره وأوانه
1987 - مسلسل - اذاعي
نداء الدم
1987 - فيلم
فهمي
دورية نص الليل
1986 - فيلم
رحلة السيد أبو العلا البشري
1986 - مسلسل
كدابين الزفة
1986 - فيلم
كف وأربع أصابع
1986 - فيلم
عزت
الجريح
1985 - فيلم
د.سمير طبيب الاعصاب
بصمات فوق الماء
1985 - فيلم
فوزي الغزولي - المستشار
بوجي وطمطم: أولاد القمر
1985 - مسلسل
من القصص العالمي للأطفال
1985 - مسلسل
ألف ليلة وليلة
1984 - مسلسل
مطلوب حياً أو ميتاً
1984 - فيلم
رئيس المباحث
الوفاء
1983 - سهرة تليفزيونية
فيه حاجة غلط
1983 - مسلسل
نهاية العالم ليست غدًا
1983 - مسلسل
كان ياما كان
1982 - مسلسل
بلا خطيئة
1980 - مسلسل
الشاهد الوحيد
1979 - مسلسل
على هامش السيرة
1978 - مسلسل
قضية عمري
1978 - مسلسل
القضبان
1974 - مسلسل
ذئاب على الطريق
1972 - فيلم
ضابط مباحث
عادات وتقاليد
1972 - مسلسل
الغشاش
1970 - فيلم
صابرين
1970 - مسلسل
ورد وشوك
1970 - فيلم
اسألوا الأستاذ شحاتة
1968 - مسلسل
الزوجة الثانية
1967 - فيلم
ظلال
1967 - مسلسل
القاهرة ٣٠
1966 - فيلم
المنتصرون
1965 - مسلسل
الغجرية
1960 - فيلم
الثمن
0 - مسلسل
المتشردة
0 - مسرحية
تجاعيد الليل
0 - سهرة تليفزيونية
جبال الصبر
0 - مسلسل
زائر نص الليل
0 - مسلسل - اذاعي
شاليه على البحيرة
0 - مسلسل - اذاعي
عصفور الحب الوردي
0 - مسلسل - اذاعي
قصة وعشر مؤلفين
0 - مسلسل
كانوا في طفولتهم
0 - مسلسل
كلمة x غنوة
0 - مسلسل - فوازير
مصري في بلاد برة
0 - مسلسل - اذاعي
وبعد الخريف
0 - سهرة تليفزيونية

### إخراج
الأبطال ج2
1997 - مسلسل
مساعد مخرج أول
الأبطال ج1
1996 - مسلسل
مساعد مخرج
عظمة يا ست
1995 - مسلسل
مساعد مخرج أول
ينبوع الغضب
1994 - مسلسل
المخرج المساعد
الوقف
1992 - مسلسل
مخرج مساعد
رحلة أبو الوفا
1991 - مسلسل
مساعد مخرج أول
خطة الشيطان
1988 - فيلم
مساعد مخرج أول
ساعات الفزع
1988 - فيلم
مخرج مساعد
عاد لينتقم
1988 - فيلم
مساعد مخرج أول
نداء الدم
1987 - فيلم
مساعد مخرج أول
الاتحاد النسائي
1984 - فيلم
مساعد مخرج أول
محمد رسول الله ج4
1984 - مسلسل
مخرج مساعد
الشاهد الوحيد
1979 - مسلسل
مساعد مخرج